# -reuth
Das Suffix -reuth, seltener auch -g(e)reuth oder -greith, steht als Bestandteil von Ortsnamen für einen Ort, der durch die Rodung einer Waldfläche entstand. Dann handelt es sich bei dem Ortsnamen um einen sogenannten Rodungsnamen. Eng verwandt sind die Suffixe -rath, -rod, -roda und -rode.

## Beschreibung
Seit dem Ende der letzten Eiszeit stellten ausgedehnte Waldflächen die natürliche Bodenbedeckung in Mitteleuropa dar, der Waldanteil in Mitteleuropa war 90 % der Fläche. Die Anlage und der Ausbau von Siedlungen und Verkehrsflächen war nahezu immer mit der Beseitigung von Wald (Rodung) verbunden. Seit dem 8. Jahrhundert kam es in Mitteleuropa zu extensiven Rodungen und zur Kultivierung der vormaligen Wälder. Die Siedlungsnamen aus dieser Zeit differieren regional, deuten aber fast immer entweder auf den Wald oder Rodungstätigkeiten hin.
Es liegt das althochdeutsche Substantiv riuti (‚durch Ausgraben von Baumstümpfen nach dem Fällen der Bäume urbar gemachtes Land‘, ‚Rodung‘) zugrunde. Es wurde auch mit dem Kollektivpräfix als ga-riuti von den Siedlern verwendet. Als im 11. und 12. Jahrhundert das stark bewaldete Vogtland besiedelt wurde, griff man häufig auf -reuth u. dgl. zurück. In Deutschland ist -reuth und -gereuth die Regel, während in Österreich, der Schweiz und den deutschen Grenzgebieten zu diesen Ländern meist -reut, -reute, greut(h) und greit(h) zu finden sind. Während -rod in Mittelhessen und Westerwald dominiert, schließt sich nach Norden hin ein Verbreitungsgebiet der -rode Namen an, im Rheinland und der Eifel herrschen Namen auf -rath vor, in Norddeutschland -rade. Auch die Endungen -reut mit Schwerpunkt im Bayerischen Wald  und -rieth in Gebieten der Oberpfalz gehören zu dieser Wortfamilie.
Für Deutschland ergibt sich folgende Verteilung:
- 371 Namen, die -reuth enthalten (Bayern, Oberpfalz, Oberfranken)
- 344 Namen, die -rode enthalten (Nordhessen, Harz)
- 214 Namen, die -rath enthalten (Nordrhein-Westfalen und nördliche Rheinland-Pfalz, Eifel)
- 96 Namen, die -rod enthalten (Mittelhessen/Westerwald)
- 70 Namen, die -rade enthalten (Schleswig-Holstein)
- 65 Namen, die -reute enthalten (im südlichen Baden-Württemberg, Schwaben)
- 64 Namen, die -reut enthalten (Bayern, Bayerischer Wald)
- 51 Namen, die -rieth enthalten (Bayern, Oberpfalz)
- 23 Namen, die -roden enthalten (Niedersachsen, Friesland)
- 15 Namen, die -gereuth enthalten (Nordbayern, Südthüringen)
- sieben Namen, die -riet enthalten (Baden-Württemberg, Schwaben)
- zwei Namen, die -gereut enthalten (Baden-Württemberg im Rheintal)
- zwei Namen, der -greith enthält (Allgäu)[5]

Weitere typische Ortsnamen, die im Rodungszeitalter vom 6. Jahrhundert bis in das 15. Jahrhundert entstanden sind, enden mit -grün, -hau, -schwand, -schwend(t) oder -schwenden.

## Beispiele
(Bayerisches, sächsisches, thüringisches) Vogtland:
- Mödlareuth
- Fraureuth
- Gerhardtsgereuth
- Konradsreuth
- Reuth
- Wittmannsgereuth

Oberfranken:
- Bayreuth
- Elbersreuth (Gemeindeteil von Presseck)
- Heinersreuth
- Reuth seit 1972 Stadtteil von Forchheim

Fichtelgebirge (Oberfranken, Oberpfalz):
- Sichersreuth
- Hauenreuth
- Göringsreuth
- Wintersreuth
- Erkersreuth
- Lorenzreuth
- Rodenzenreuth
- Schwarzenreuth
- Fuhrmannsreuth

Mittelfranken:
- Bubenreuth
- Kalchreuth
- Uttenreuth

Oberpfalz:
- Tirschenreuth
- Bad Neualbenreuth
- Konnersreuth
- Pechtnersreuth
- Pullenreuth
- Reuth bei Erbendorf
- Immenreuth
- Püchersreuth
- Kirchendemenreuth

Oberbayern:
- Schneizlreuth
- Kreuth

weitere Orte:
- Mengersgereuth
- Reuth (Eifel)
- Kalkreuth (bei Großenhain in Sachsen)

Österreich
- Reutte/Tirol
- Reuthe/Bregenzerwald
- Stenzengreith
- Greut

Italien
- Gereut